# Millie Brady

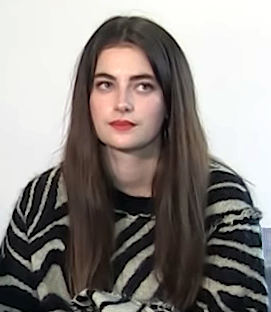
Millie Brady (2016)

Millie Brady (* 24. Dezember 1993 als Camilla Eve Brady in London oder Bracknell) ist eine britische Schauspielerin.

## Leben
Millie Brady verbrachte die Zeit von ihrem elften bis zum 18. Lebensjahr auf einem Internat in Ascot.
2014 hatte sie in der Serie Mr Selfridge eine erste Episodenrolle als Violette Selfridge. In der Horrorkomödie Stolz und Vorurteil und Zombies, einer Parodie auf den Roman Stolz und Vorurteil von Jane Austen, von Regisseur Burr Steers mit Lily James, Bella Heathcote, Ellie Bamber und Suki Waterhouse verkörperte sie 2016 Mary, die mittlere der fünf Bennet-Schwestern. Für die Prada-Marke Miu Miu war sie als Model tätig.
In der Historien-Serie The Last Kingdom übernahm sie 2017 ab der zweiten Staffel die Rolle der Æthelflæd. Ursprünglich war sie für die Rolle der Renfri in der ersten Staffel der Netflix-Serie The Witcher vorgesehen, letztlich spielte Emma Appleton diese Rolle.
2018 war sie im Musikdrama Teen Spirit von Max Minghella mit Elle Fanning als Anastasia zu sehen. In Intrigo: Samaria von Daniel Alfredson aus der Intrigo-Trilogie nach Kurzgeschichten von Håkan Nesser mit Phoebe Fox und Andrew Buchan spielte sie 2019 die Rolle der Vera Kall. 2020 verkörperte sie in der vierteiligen BBC-Politthriller-Miniserie Roadkill mit Hugh Laurie die Rolle der Lily Laurence. In der Thriller-Miniserie Surface von Veronica West für Apple TV+ erhielt sie 2021 die Rolle der Eliza. In Schlaf! Nicht! Ein! (2023) von Ian Hunt-Duffy spielte sie die Hauptrolle der Claire, die aus Geldnot an einer klinischen Studie für ein noch unerprobtes Medikament teilnimmt.
In den deutschsprachigen Fassungen wurde sie unter anderem von Regina Beckhaus (Stolz und Vorurteil und Zombies), Jodie Blank (King Arthur: Legend of the Sword), Carolin Hartmann (Teen Spirit), Nora Kunzendorf (The Last Kingdom) sowie von Alice Bauer (Das Damengambit) synchronisiert.

## Filmografie (Auswahl)
- 2014: Mr Selfridge (Fernsehserie, 2 Episoden)
- 2015: Legend
- 2015: Clan of the Cave Bear (Fernsehfilm)
- 2016: Stolz und Vorurteil und Zombies (Pride and Prejudice and Zombies)
- 2017: King Arthur: Legend of the Sword
- 2017–2022: The Last Kingdom (Fernsehserie, 31 Episoden)
- 2018: Teen Spirit
- 2019: Intrigo: Samaria
- 2020: White House Farm (Miniserie, 4 Episoden)
- 2020: Das Damengambit (The Queen’s Gambit, Miniserie, 2 Episoden)
- 2020: Roadkill (Miniserie, 4 Episoden)
- 2022: The Girl in the Water (Surface, Fernsehserie, 8 Episoden)
- 2023: Apocalypse Clown
- 2023: Schlaf! Nicht! Ein! (Double Blind)